# 慈城孔庙
29°59′09.05″N 121°26′46.07″E / 29.9858472°N 121.4461306°E
慈城孔庙，原名慈溪文庙，位于浙江省宁波市江北区慈城镇，是原慈谿縣县学文庙，也是目前浙东地区保存最完整的孔庙。孔庙始建于北宋雍熙元年（984年），庆历八年（1048年）迁至现址，现存建筑群基本保持清光绪年间原貌，中轴对称，占地面积6900平方米，共有房屋137间。2006年，文庙作为慈城古建筑群的一部分被列入全国重点文物保护单位。

## 历史
慈溪县最初的文庙由县令李昭文建于北宋雍熙元年（985年），位于县衙西四十步，今城隍庙地基之上。庆历八年（1048年），县令林肇将文庙迁移到县衙东南一里的现址，并聘请杜醇担任指导，鄞县县令王安石作记。南宋淳熙四年（1177年），节度推官宋南强主持维修大成殿，并建设文庙各建筑，至淳熙八年（1181年）落成。元世祖至元十八年（1281年），县尹富德庸增建仪门，元贞二年（1296年）焚毁，主簿皇甫涖重建。至大三年（1310年），儒宿茅洙建养蒙堂。据《延祐四明志》载，当时的慈溪县文庙共有礼殿、讲堂、斋庑等建筑九十八间:94-95。
明洪武三年（1370年），开设县学。洪武三十一年（1398年），典史余琯在明伦堂后兴建梯云亭，新建阁库，修葺文庙殿宇、斋舍等建筑。宣德六年（1431年）重建明伦堂，后倒塌，正统三年（1438年）重建。弘治三年（1490年）重建大成殿。嘉靖二十二年（1543年），明伦堂扩建，改建会膳堂为尊经阁，建敬一亭。嘉靖三十五年（1556年），倭寇入侵，文庙焚毁，次年重建先师庙、明伦堂、尊经阁及诸祠。万历六年（1578年）建启圣祠，十二年（1584年）建文昌祠，三十二年（1604年）建腾蛟、起凤二坊。天启二年（1622年），明伦堂、尊经阁毁于火，次年重建，并改腾蛟坊、起凤坊为吾道津梁坊和人文渊薮坊，在尊经阁东新建魁星阁:95-97。
清康熙十年（1671年），知县吴殿弼重修孔庙学宫。雍正四年（1726年），知县刘国杰在原训导宅位置建忠义孝悌祠，在学宫外建节孝祠。乾隆十六年（1751年），慈溪县知县陈朝栋维修文庙殿宇廊庑，并在明伦堂后建尊经阁，上层供奉文昌帝君神位，下层为德润书院，同时在尊经阁东建设魁星楼。道光元年（1821年），县人冯汝霖重修名宦乡贤祠并迁移忠义祠到乡贤祠东，原址建节孝祠。咸丰十一年（1861年）太平军占领慈溪县城，明伦堂和校官宅被毁，同治八年（1869年）修复，并建广文祠:97-100。
1904年，文庙学宫西轴线余屋创办中城蒙塾。1906年废除科举后，县学停办，中城蒙塾改为中城高等小学堂，1913年开设音乐、体育等课程并吸纳女生入学，1953年改为慈溪县中心小学，1976年改为慈城镇第二小学。抗日战争期间的1940年，在日军轰炸中，文庙大成殿被部分炸毁，此后剩余建筑被逐渐拆毁，只剩台基。中城小学于1991年搬离文庙，文庙改由慈城镇成人学校等机构使用。2003年，慈城孔庙复建大成殿，由宁波市慈城古县城开发建设有限公司开发为旅游景点并对外开放。

## 建筑

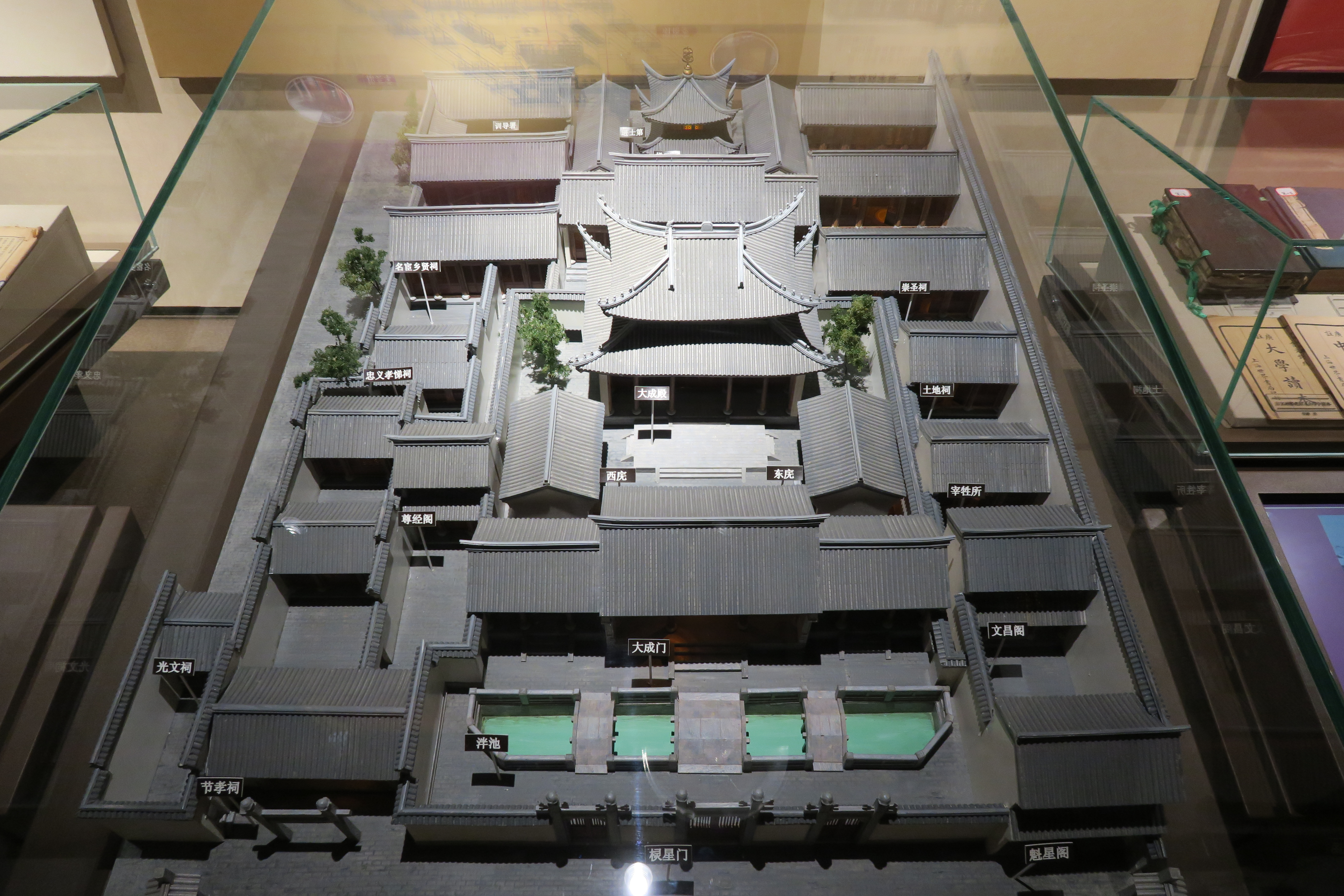
宁波教育博物馆展出的慈城孔庙模型

慈城孔庙建筑组成三条南北向的轴线，中轴线建筑坐北朝南。1914年时，文庙中轴线由南向北分别为文庙坊、棂星门、泮池、大成门、大成殿、明伦堂和梯云亭，东轴线建有魁星阁、文昌阁、土地祠、学圣祠，西轴线建有节孝祠、广文祠、尊经阁、忠义孝悌祠、乡贤名宦祠。文庙坊已毁，大成殿为2003年复建。
文庙棂星门共开三门，石质门楣，门间及左右设置方石四块，上刻“宫墙万仞”，门旁有两块下马碑。棂星门平日关闭，仅在祭祀时打开。棂星门前有东西向道路，道路东西原分设两座牌坊，东牌坊横额为“腾蛟”，西牌坊横额为“起凤”，现已不存。棂星门后为泮池，长34米，深6米，四周砌有石栏，上有三桥，中桥称状元桥，左右分别称榜眼桥、探花桥。泮池后为大成门，单檐硬山顶，面阔三间，左右各设一间更衣厅。大成殿位于大成门后，建于2003年，重檐歇山顶，五开间，宽、深均为14米，高11米，南有庭院，左右有东西庑各三间。庭院中部砌砖石形成露台，长12米，宽5米，高出庙址一米。大成殿后为明伦堂，单檐硬山顶，面阔五间，长23米，深14米。明伦堂后为梯云亭，四角重檐攒尖顶，两旁为进士第，藏有慈溪县自唐代以来的500余位进士名录。棂星门正前方原有南北向甬道，长24米，左右种植柏树，南端有文庙坊，今已不存。
西轴线最南端为节孝祠，坐北朝南，设有三间享堂，三间袥室，三间门屋，门外设有石坊一座，内有当地贤妻良母、节烈孝女约5000人的名单。尊经阁位于节孝祠东，面阔三间，内存有儒家经典。广文祠位于节孝祠西南角，面阔三间，院落向东开门，祭祀清代慈溪县教谕吴丙、朱葆荣。忠义孝悌祠坐北朝南，为六开间，祭祀汉代董黯、唐代张无择、宋代孙之翰等慈溪县内忠义孝悌人物。名宦祠、乡贤祠位于忠义孝悌祠北，各为三开间，坐北朝南，祭祀有政绩、重儒学的官员和乡贤。名宦乡贤祠北为训导宅。
东轴线最南端为儒学门，坐北朝南，建造在高0.4米的石基之上，面阔三间，明间开门，左右次间为便房，县学生平日从此出入学宫，其上为魁星阁，坐南朝北。文昌祠位于儒学门北，坐北朝南，面阔三间，与魁星阁南北向对，与魁星阁共同祭祀主宰文运诸神。文昌阁北为宰牲所，坐北朝南，面阔三间。宰牲所北为土地祠，坐北朝南，面阔三间，为祭祀土地神的场所。土地祠北为崇圣祠，坐北朝南，面阔三间，为祭祀孔子五代祖先及其家族的场所。

## 碑刻
慈城孔庙内藏有元代王应麟作《重建慈湖书院记》，北宋王安石撰、清咸丰九年（1859年）重刻的《慈溪县建学记》，顺治九年（1652年）明伦堂御制卧碑，康熙二十八年（1689年）御制《先师孔子赞》、《颜曾思孟四子赞并序》等碑20余通。

## 保护和利用
慈城孔庙由于长时间作为校舍，除大成殿被毁外，其余部分保存较为完好，1986年被列入宁波市江北区文物保护单位。1991年9月中城小学搬离后，孔庙成为慈城镇成人学校、镇文化中心和江北区文物管理所场地，同时投入20余万元人民币对孔庙建筑进行修复。同时，文物工作者从镇内慈湖书院等处搬迁宋以来碑刻树立在崇圣祠前，并刻制欧阳询、虞世南等书法名家作品，建立“滋惠堂法贴”，置于文昌阁。慈湖遗址出土的部分文物也被安置在文昌阁后展出。孔庙大成殿于2003年完成复建，宫墙外东侧新建休闲广场。建筑于2003年7日对外开放。1997年8月，孔庙与慈城镇内程氏庆余堂等建筑一道以慈城明清古建筑的名义列入第四批浙江省文物保护单位，并于2006年6月与布政房等建筑一道以慈城古建筑群的名义列入第六批全国重点文物保护单位。

## 图片

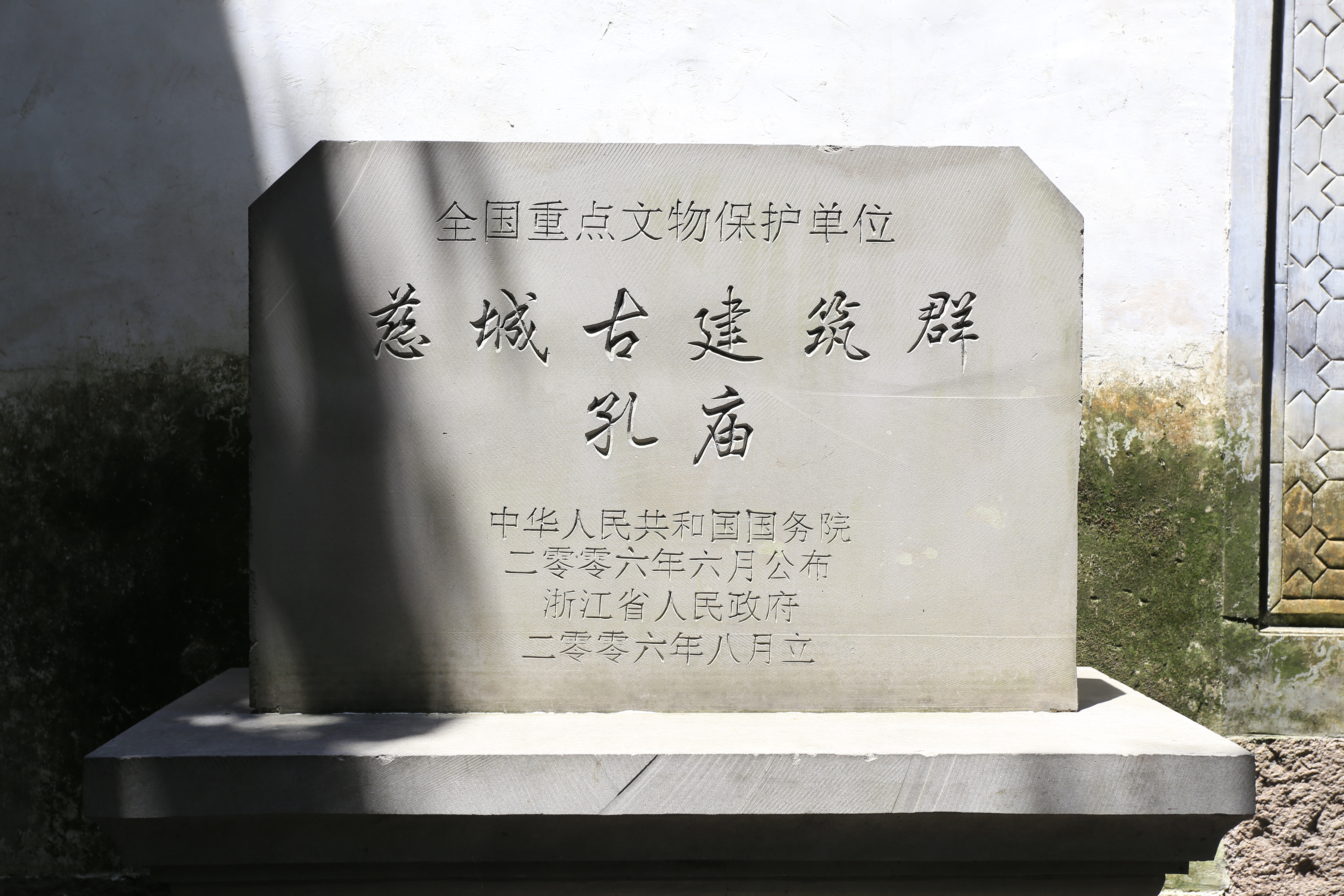
文物保护碑
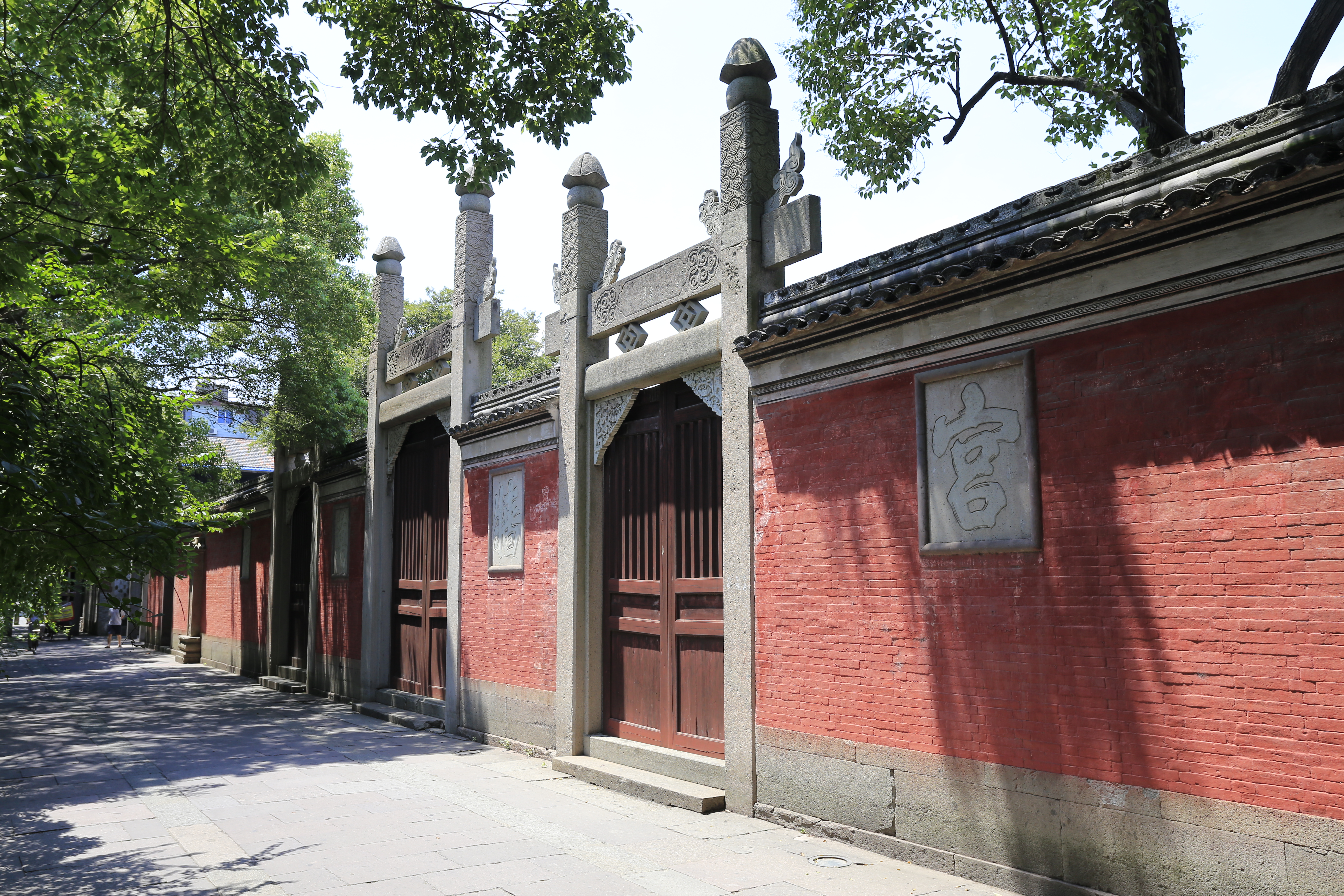
棂星门
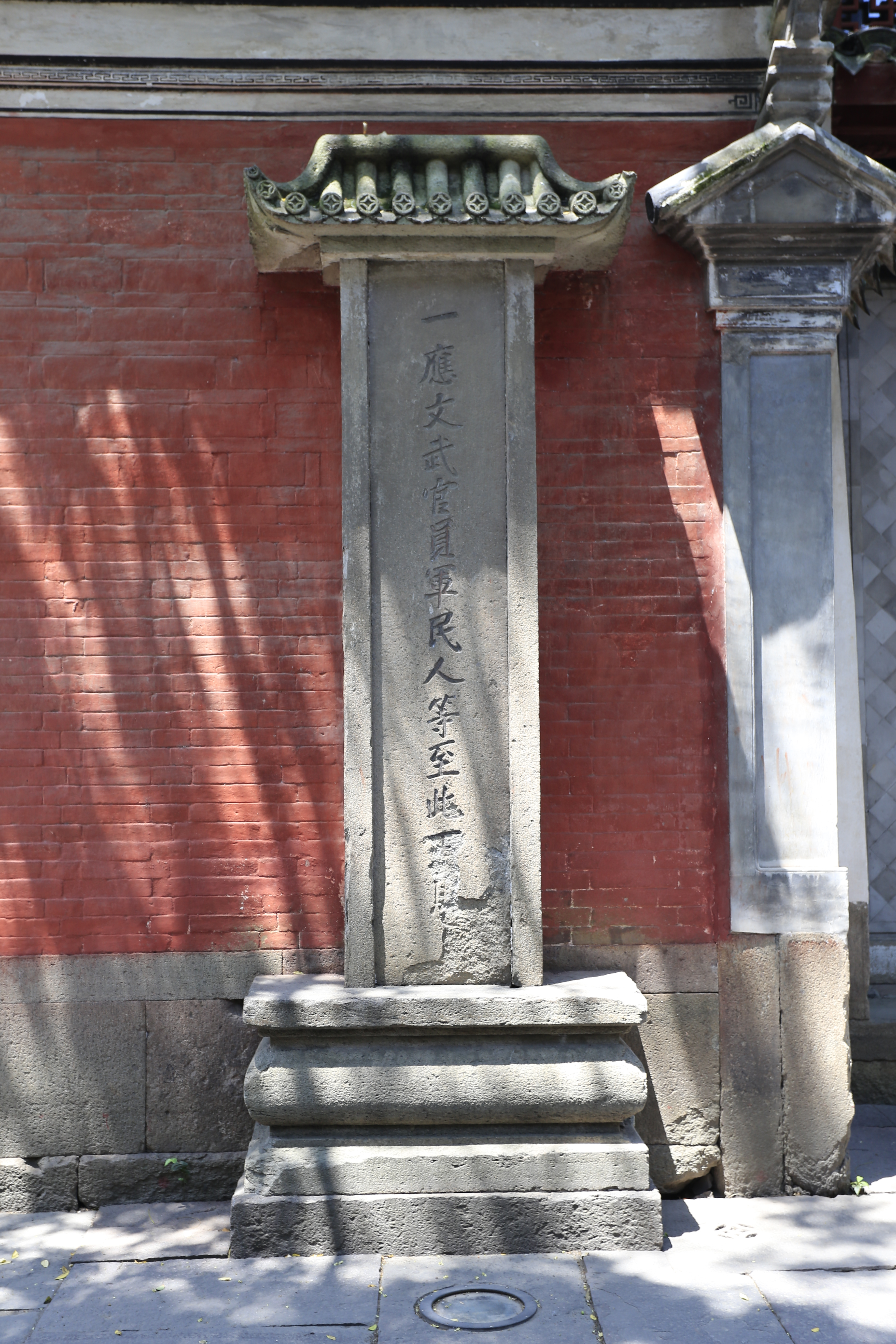
文武百官下马碑
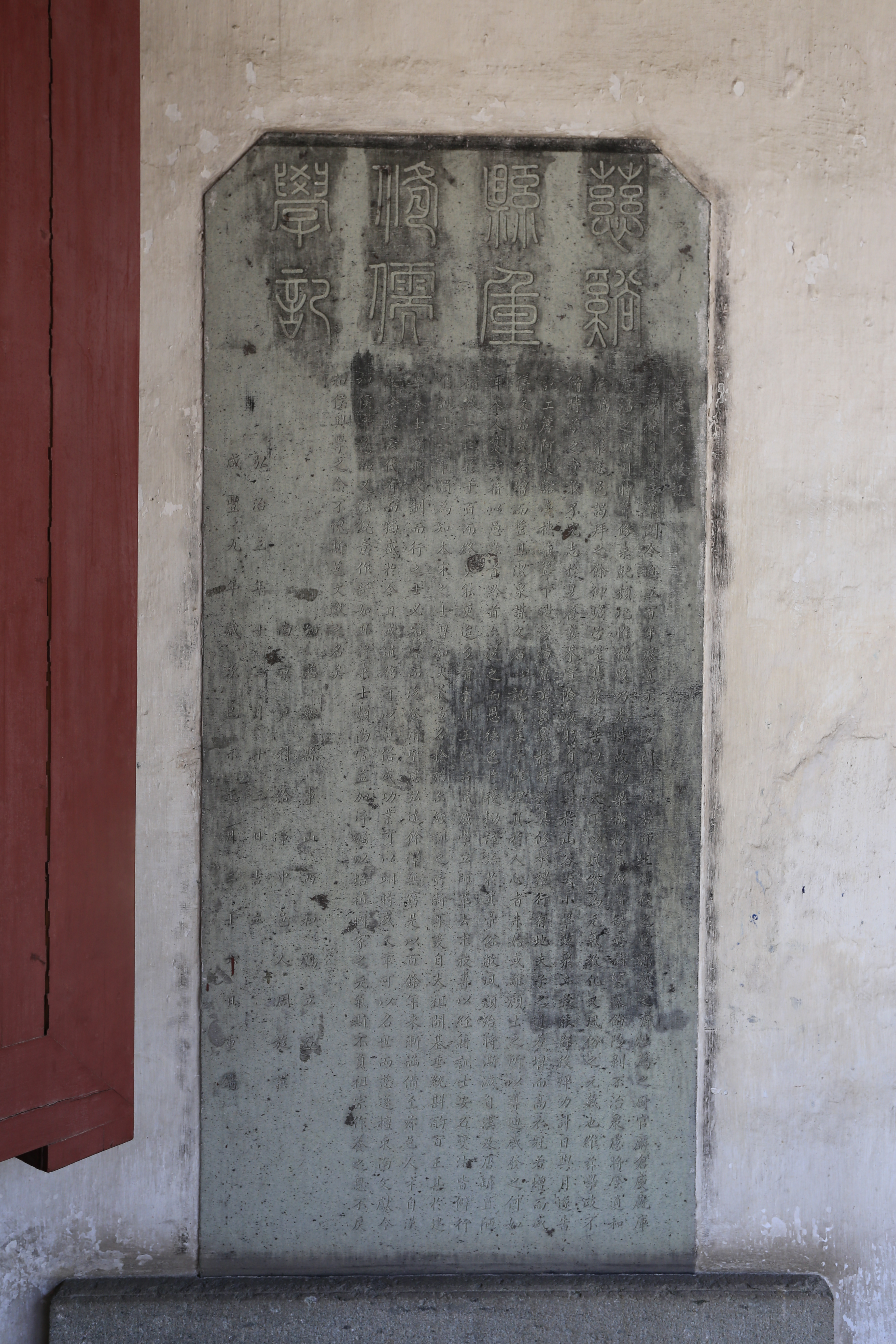
大成门西壁碑刻“慈溪县重修儒学记”
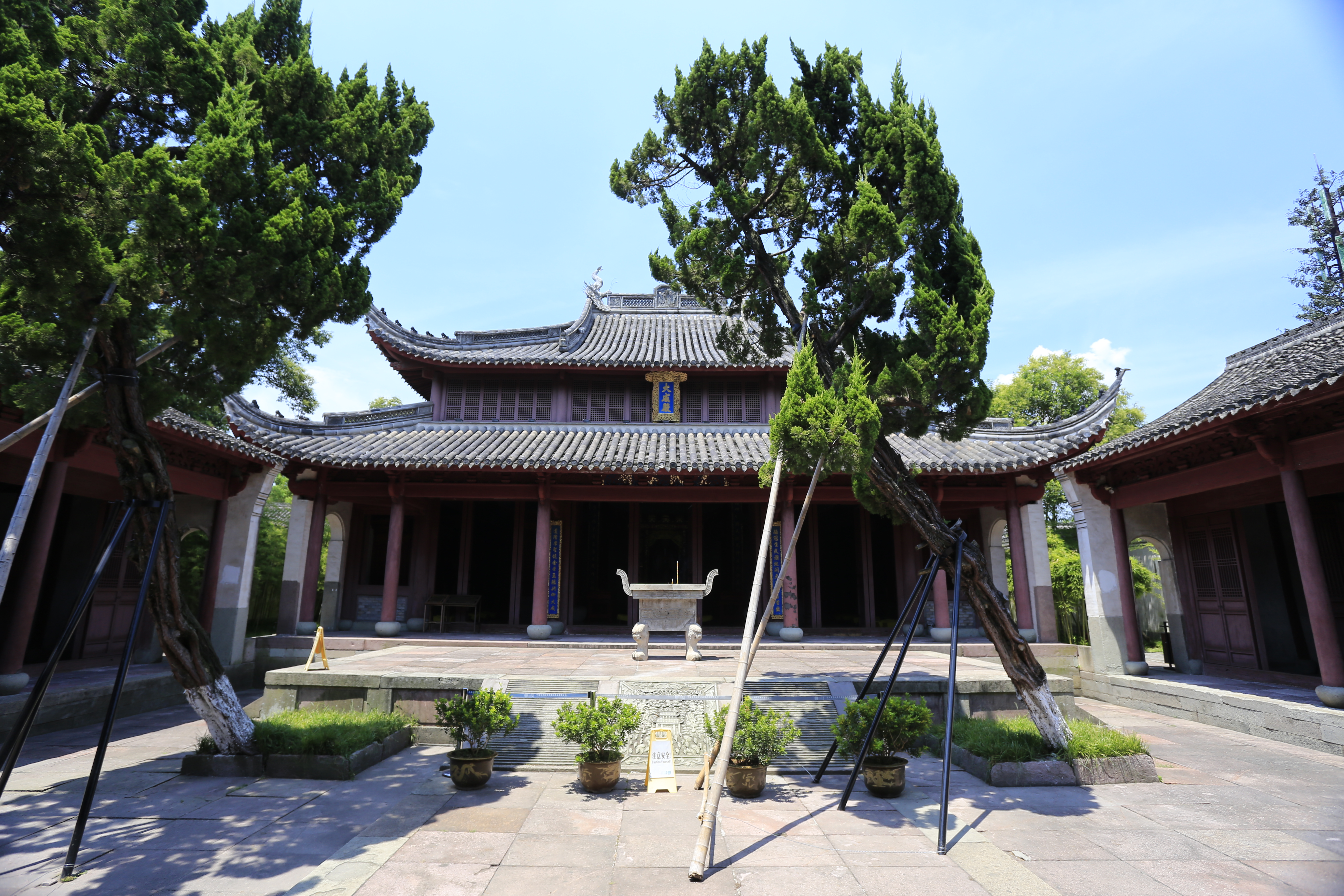
复建的大成殿
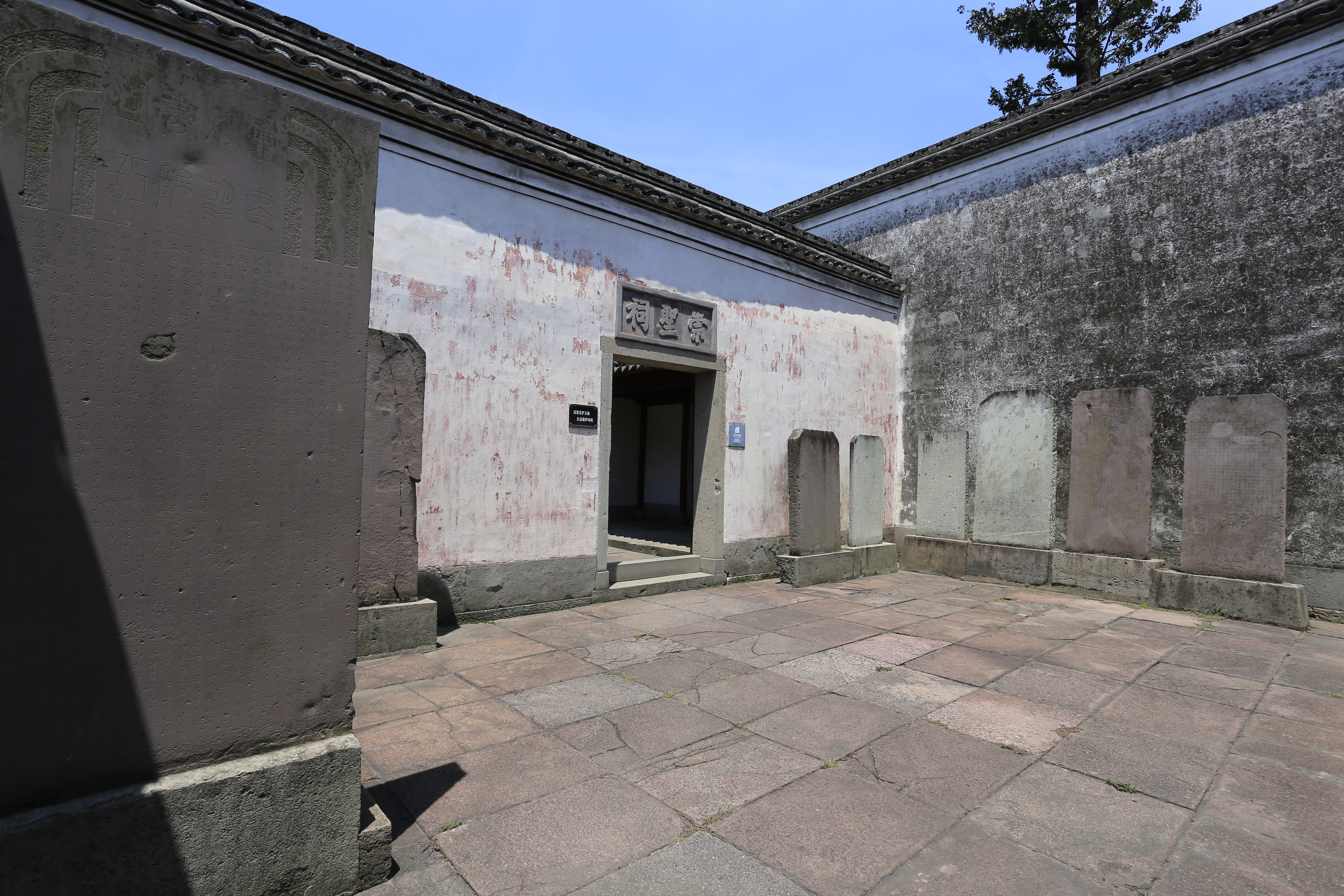
崇圣祠
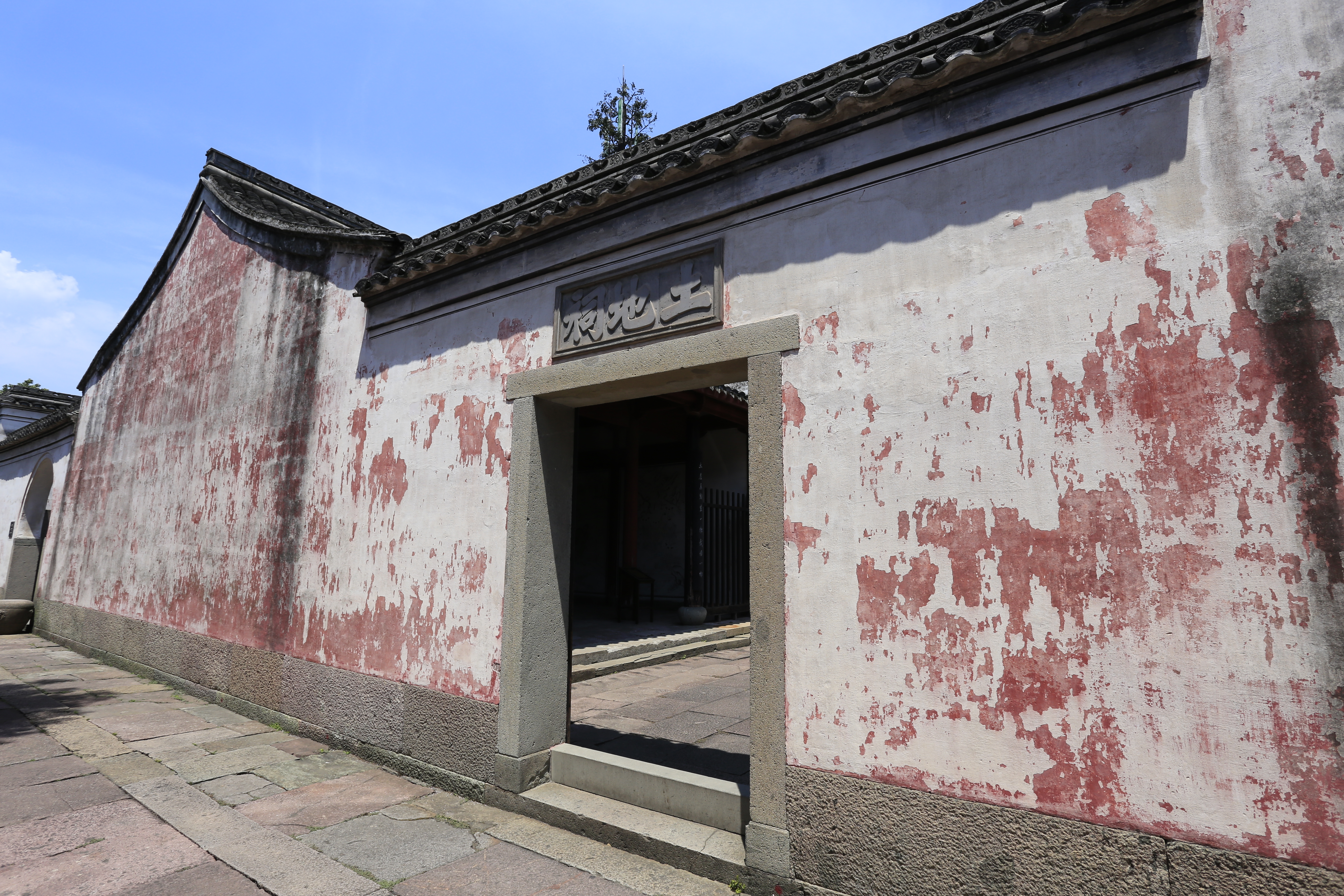
土地祠